# حبى بنت حليل
حبى بنت حليل هي جدة هاشم بن عبد مناف وبالتالي جدة للرسول محمد. حبة كانت هي ابنة هليل بن حبشية بن سلول بن كعب بن عمرو الخزاعي من خزاعة.